# Semjén, Borsod-Abaúj-Zemplén
Semjén este un sat în districtul Cigánd, județul Borsod-Abaúj-Zemplén, Ungaria, având o populație de 471 de locuitori (2011). 

## Demografie
Componența etnică a satului Semjén
     Maghiari (73,75%)
     Romi (26,25%)
Componența confesională a satului Semjén
     Reformați (69,21%)
     Romano-catolici (8,49%)
     Fără religie (4,03%)
     Greco-catolici (1,06%)
     Necunoscută (17,2%)
     Alte religii (4,88%)
Conform recensământului din 2011, satul Semjén avea 471 de locuitori. Din punct de vedere etnic, majoritatea locuitorilor (73,75%) erau maghiari, cu o minoritate de romi (26,25%).  Din punct de vedere confesional, majoritatea locuitorilor (69,21%) erau reformați, existând și minorități de romano-catolici (8,49%), persoane fără religie (4,03%) și greco-catolici (1,06%). Pentru 17,2% din locuitori nu este cunoscută apartenența confesională.